# Policía científica

Distintivo de función del área de Policía Científica del Cuerpo Nacional de Policía.

La policía científica es el conjunto de personas encargadas de la actividad policial, de la investigación criminalística mediante la aplicación de métodos científicos, así como de la recopilación probatoria para la imputación de cierto delito. Generalmente, el grupo de funcionarios encomendados a esta disciplina forma una unidad, grupo o departamento propio dentro de los cuerpos policiales.
La formación de sus componentes depende del país y grupo policial en cuestión, sin embargo, generalmente están compuestas por personal facultativo superior con formación universitaria (químicos, físicos, biólogos, psicólogos, informáticos...) y por personal de las diferentes escalas que han adquirido la formación necesaria de manera interna.
Su división interna depende de cada unidad. Sin seguir necesariamente un patrón común, suele dividirse la actividad en cuatro grupos: investigación, análisis, antropología forense y balística.

## España
En España, los análisis criminalísticos, propios de la policía científica, son llevadas a cabo tanto por el Cuerpo Nacional de Policía y la Guardia Civil, así como por los diversos cuerpos policiales autonómicos y algunos cuerpos de policía local o municipal. Teniendo los dos primeros organismos competencia nacional, y los siguientes competencia en el interior del territorio de actuación.
El cuerpo médico-legal (o forense), no se rige por el Ministerio del Interior, sino por el Ministerio de Justicia, y no se incluye dentro de las fuerzas y cuerpos de seguridad, pero sí colaboran en el proceso judicial de los casos de asesinato, homicidio, lesiones, violación, abusos, etc. y trabajan estrechamente con la policía en casos en los que son peticionada u obligada su participación.
Los primeros servicios de policía científica en España datan de 1911, cuando se creó el Servicio de Identificación Dactilar.

### Cuerpo Nacional de Policía

Emblema de la Comisaría General de Policía Científica del Cuerpo Nacional de Policía.

En el Cuerpo Nacional de Policía, la policía científica constituye una de las «comisarías principales» junto con Información, policía judicial, seguridad ciudadana y extranjería.
La Comisaría General de Policía Científica tiene su laboratorio central en Madrid y suele tener una unidad local en cada comisaría territorial.
Estructuralmente se subdivide en cinco secciones: secretaría general, unidad central de criminalística, unidad central de identificación, unidad central de investigación científica y técnica y unidad central de análisis científicos. Estas cinco secciones, interrelacionadas entre ellas, están operativas en los siguientes servicios:
- Identificación: Entomología forense: servicio encargado de determinar el intervalo de tiempo post mortem al que ha sido expuesto un cadáver antes de su hallazgo mediante el estudio de elementos larvarios e insectos depositados sobre él.
- Innovación tecnológica: Inspección ocular: servicio encargado de la recopilación probatoria en el lugar del delito mediante inspección ocular, física o lofoscópica (obtención de huellas dactilares) para su posterior cotejación con los archivos policiales.
- Investigación de incendios: servicio encargado del esclarecimiento de las causas que pudieran producir un incendio sospechoso o bajo orden judidical. El grupo dedicado a este tipo de investigaciones colabora de manera estrecha con las unidades caninas del propio cuerpo, cuyos perros son capaces de detectar de manera institiva la presencia de trazas de líquidos inflamables que pudieran ser presuntamente utilizados con el fin de provocar la combustión.
- Análisis químico-toxicológico-biológico: servicio encargado del análisis de laboratorio para funciones relacionadas con la identificación de sustancias estupenfacientes, la identificación de ADN o el análisis de sustancias explosivas.Laboratorio móvil de la Policía científica del Cuerpo Nacional de Policía.

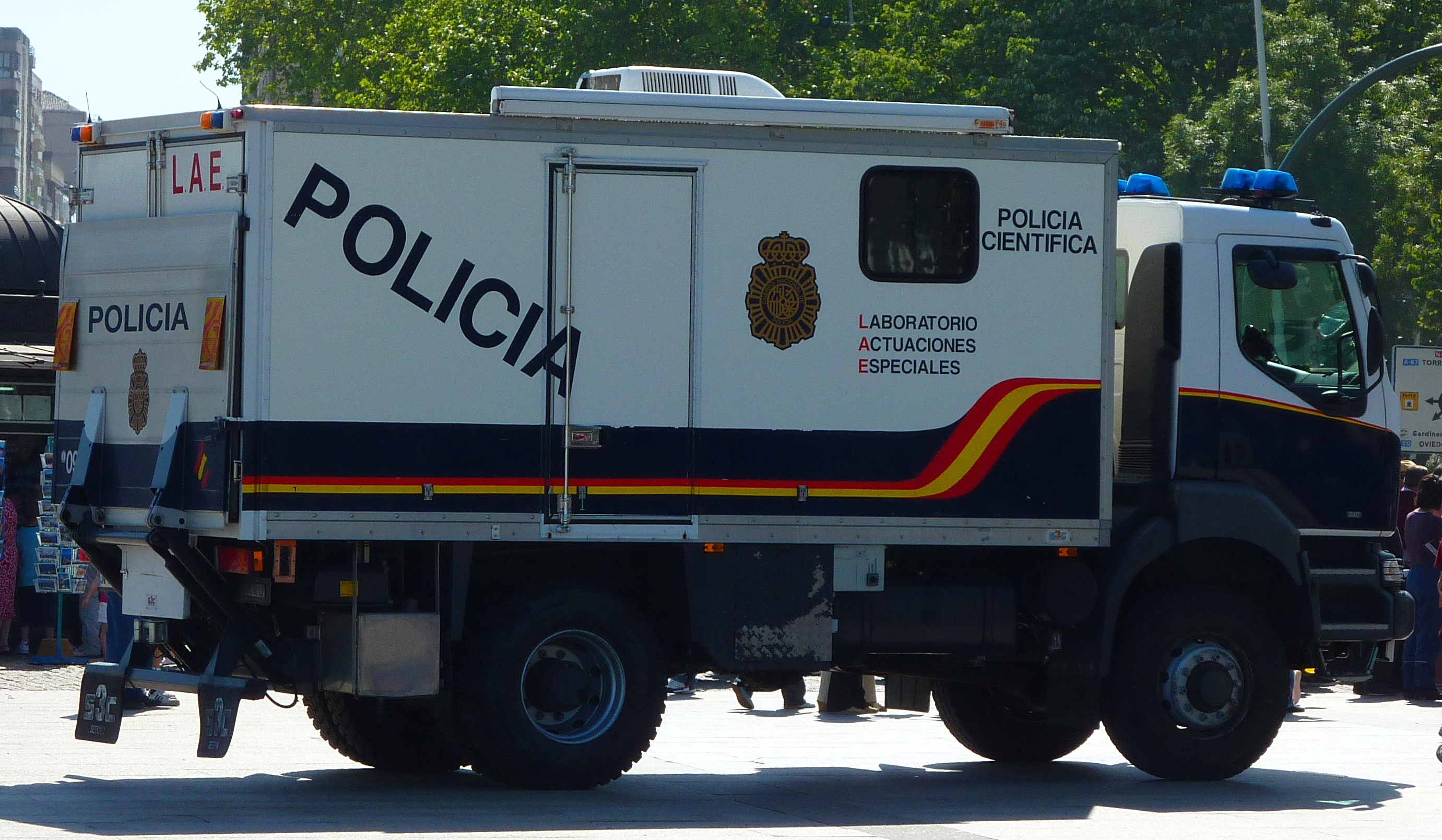
Laboratorio móvil de la Policía científica del Cuerpo Nacional de Policía.

- Balística forense: servicio encargado de la identificación y clasificación de armas de fuego, balas y vainas (casquillos) relacionados con algún delito o a orden judicial. Disponen de un armero con más de 2400 armas en estado óptimo de uso para la comparación y uso en las diferentes investigaciones.
- Documentoscopia: servicio encargado de la investigación y el esclarecimiento de la veracidad de diferentes documentos oficiales tales como los de identificación o el dinero. También mantienen una activa participación en la investigación sobre imitaciones de obras de arte.
- Acústica forense: servicio encargado del análisis de elementos probatorios de carácter acústico, así como de la investigación de locutores o manipulaciones sonoras o de registro.
- Informática forense: Es la sección encargada de la investigación de todo tipo de dispositivos informáticos o electrónicos para confeccionar informes periciales como ayuda a Juzgados y Tribunales u otras unidades investigadoras.

### Guardia Civil
En la Guardia Civil, las funciones de policía científica son realizadas por el Servicio de Criminalítica (SECRIM), encuadrado orgánicamente en la Jefatura de Policía Judicial, dependiente del Mando de Operaciones, y a su vez de la Dirección Adjunta Operativa (DAO), con sede en Madrid. A nivel regional, el Servicio de Criminalística cuenta con laboratorios ubicados en Andalucía, Comunidad Valenciana, La Rioja, Castilla y León, Galicia y Cataluña.  
El SECRIM se estructura en  Departamentos y éstos a su vez en Áreas, dedicadas a las distintas aplicaciones de la disciplina:
- Identificación: Tiene como cometido la identificación de personas, mediante huellas digitales, retratos robot, fisonomía, hematología, odontología, piloscopia, etc.  La antropología forense se encarga de reconstruir los restos humanos para la identificación de las víctimas  y/o los autores de los delitos. La fotografía forense es otra de las técnicas  interdisciplinares fundamentales a la hora de la identificación de una persona.

- Balística y trazas instrumentales: Analiza cartuchos, armas y municiones relacionados con homicidios, suicidios, accidentes y lesiones. Determinará el dónde, cómo y cuando, por medio de la reconstrucción de trayectorias de disparo o el análisis de vainas, casquillos, cartuchos, proyectiles,  armas y municiones. También estudia huellas de calzado, de neumáticos, bombines de cerraduras, placas de matrícula, números de bastidor de vehículos, cortes de herramientas, etc.

- Grafística: Se encarga del estudio y análisis de todo tipo de documentos manuscritos, mecanografiados, impresos o reproducidos, y de las máquinas empleadas en su confección, para determinar su autenticidad, falsedad, alteraciones o manipulaciones. Este estudio incluye el análisis de escrituras manuscritas y firmas, documentos de viajes e identidad, falsificación de papel moneda y detección de manipulaciones, alteraciones en contratos, billetes de lotería, etc., y revelado de identaciones (escritura latente). Numerosos ensayos de los que se realizan en este Departamento (escritura, firmas, estudio documentos de viaje afectos norma ICAO, análisis de papel moneda euro y dólar estadounidense, alteraciones de inscripciones y revelado de identaciones) se encuentran acreditadas por la Entidad Nacional de Acreditación (ENAC).

- Química y Medio Ambiente: Le corresponde el estudio  de pinturas por análisis químico, residuos de incendios y explosiones, el análisis de sustancias toxicológicas. Se trata de una investigación multidisciplinar, en la que la más insignificante muestra de tierra, filamentos de bombillas, análisis de pigmentos, resinas y fibras, artefactos explosivos y drogas puede servir de base para la investigación y esclarecimiento de cualquier delito.

- Biología: Desarrolla la identificación de personas  mediante el ADN. La genética forense y la antropología forense se encargan de reconstruir los restos humanos hasta la identificación completa de las víctimas  y/o los autores de los delitos.

- Ingeniería: Su ámbito de estudio es el de la ingeniería y las nuevas tecnologías. Concretamente comprende cuatro áreas especializadas: Acústica, Imagen, Informática y Electrónica. En el área de Acústica se realizan identificaciones de personas por la voz, así como autenticación y mejora de calidad de grabaciones de audio. En el área de Imagen se analizan, autentican y mejoran imágenes y vídeos procedentes de investigaciones, de CCTV,s., etc. El área de Informática analiza evidencias digitales tales como ordenadores, discos duros, etc. en busca de archivos o restos de información borrada o encriptada. Finalmente, el área de Electrónica se centra en el estudio de dispositivos electrónicos tales como teléfonos móviles, teléfonos inteligentes y tabletas.